# Bouxwiller, Bas-Rhin
Bouxwiller är en kommun i departementet Bas-Rhin i regionen Grand Est (tidigare regionen Alsace) i nordöstra Frankrike. Kommunen ligger i kantonen Bouxwiller som tillhör arrondissementet Saverne. År 2022 hade Bouxwiller 3 706 invånare.

## Befolkningsutveckling
Antalet invånare i kommunen Bouxwiller
| Referens: INSEE |

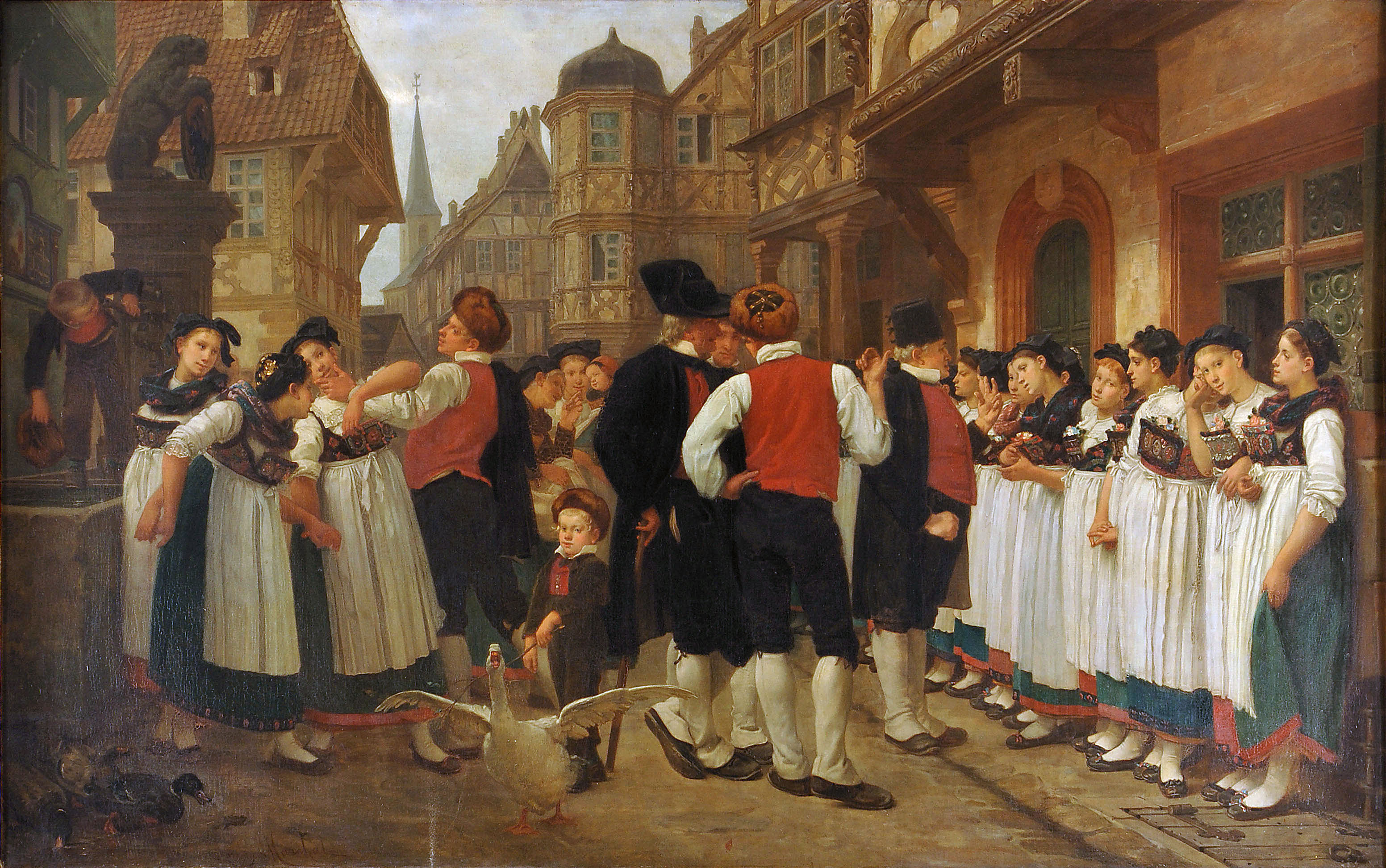
Pigmarknad i Bouxwiller.

Platsen är bland annat känd genom Charles-François Marchals målning Pigmarknad i Bouxwiller (fransk titel: La foire aux servantes).